# Lacken Malateste
Lacken Malateste, née le 5 janvier 1989 à Papeete (Tahiti), est une nageuse tahitienne plusieurs fois médaillée aux Jeux du Pacifique 2003.

## Carrière
Elle intègre le club Mulhouse Olympic Natation pour trois saisons, de 2003 à 2006.
Elle représente Tahiti lors des Jeux du Pacifique 2003 où elle remporte :
- une médaille d'or au 400 mètres 4 nages[2] ;
- une médaille d'argent au 200 mètres papillon[3] ;
- quatre médailles de bronze, au 200 mètres nage libre[4], au relais du 4 × 100 mètres 4 nages (en équipe avec Vaea Sichan, Raina Vongue et Nancy Lau)[5], au relais du 4 × 100 mètres nage libre (même équipe)[6] ainsi qu'au relais du 4 × 200 mètres nage libre (même équipe)[2].

Elle détient les records de Tahiti du 200 mètres papillon en bassin de 50 m (le 20 juillet 2005, en 2 min 23 s 95) et du 400 mètres 4 nages en bassin de 50 m (le 31 juillet 2005, en 5 min 15 s 12). Ses meilleures performances sur ces mêmes distances sont 2 min 21 s 81 au 200 mètres papillon, réalisée en juillet 2004, et 5 min 9 s 20 au 400 mètres 4 nages, réalisée en avril 2005.